# Agrypon nigantennum
Agrypon nigantennum là một loài tò vò trong họ Ichneumonidae.